# Åbybadet

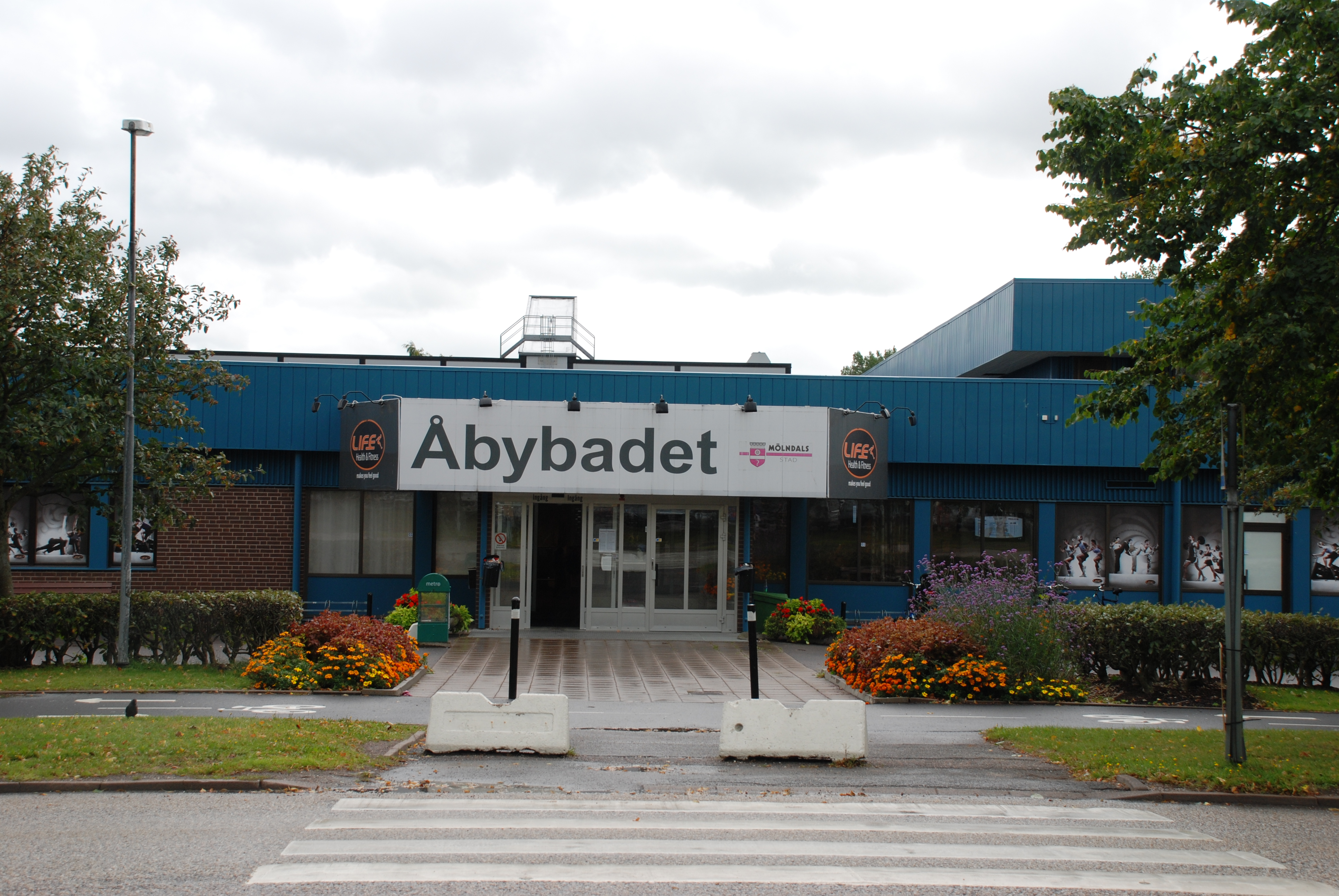
Det tidigare Åbybadets entré 2013.

Åbybadet är ett badhus vid Idrottsvägen i Åbyområdet i Mölndal, som invigdes 16 juni 2023. Badhuset kostade 500 miljoner kronor att bygga.

## Åbybadet 2020–2023
Lilla Åbybadet öppnade i februari 2020. Det var en provisorisk liten badanläggning för simskola och föreningsverksamhet, mitt emot Åbybadet, som användes medan bygget av det nya Åbybadet pågick 2020–2023.

## Åbybadet 1977–2020
Åbybadet (ursprungligt namn: Åby simhall till 2005), invigdes 17 januari 1977. Genom åren renoverades badet flera gånger. År 2014 anslogs 10 miljoner kronor för att förlänga livslängden med fem år, men bara 3 miljoner användes för enklare åtgärder.
Under 2018 stängdes badets 50-metersbassäng två gånger pga brister i betongen.. I oktober 2018 återöppnades den grunda delen av 50-metersbassängen tillfälligt under ca 1 år, nu som 25 meter. Samtidigt planerades ett nytt provisoriskt mindre badhus i närheten, tills ett nytt permanent stort badhus står klart.
Gamla Åbybadet stängdes permanent 2 februari 2020 för att rivas i mars och ge plats åt ett nytt badhus på samma plats.

### Driftsform
Fram till och med 1992 drevs badhuset i kommunal regi. I januari 1993 övertog AB Åby Badbolag driften av anläggningen (med stöd av kommunala bidrag) fram till september 2006 då bolaget försattes i konkurs. Därefter återtog kommunen driftansvaret igen.

### Badanläggningen
Badet bestod av en 50-metersbassäng med trampolin samt banor reserverade för motionssim och märkestagning. Största djup var 3,5 m och bassängen var delbar till två 25-meters bassänger. Längs med ena långsidan fanns en läktare i flera nivåer. I direkt anslutning fanns också en 12-meters undervisningsbassäng. År 2005 utökades anläggningen med en varmvattenbassäng med höj- och sänkbar botten som höll 34 grader och användes till rehabilitering, babysim med mera.
I oktober 2005 invigdes ett äventyrs- och upplevelsebad med tre rutschbanor (78 m, 38 m och 25 m) och två bubbelpooler samt djungellagun med baddjup på 20–40 cm. Denna nya del blev populär och första halvåret 2006 uppgick antalet besökare till 275 000 st. Åby Simhall bytte samtidigt namn till Åbybadet.
Badet hade under 2012–2017 cirka 330 000 besökare i genomsnitt, ganska jämnt fördelat mellan äventyrsbad och motionssim. Vart tredje år, senaste och sista gången 2018, stängde anläggningen under sex sommarveckor för planerat underhåll, vilket påverkade det årets besökarantal. Anläggningen låg centralt med goda bussförbindelser och gott om parkeringsplatser, vilket gjorde att en stor andel av besökarna kom från grannkommuner som saknade 50-metersbassäng eller äventyrsbad.
Utöver omklädningsrum med dam- och herravdelning fanns också bastu, solarium och en kaféservering som drevs av den ideella föreningen Mölndals allmänna simsällskap (MASS). MASS drev också simskola på badet.

### Mästerskap
År 2010 var Åbybadet en av anläggningarna där Masters-VM, också kallad veteran-VM, genomfördes med 6 500 deltagare mellan 25 och 96 år från 74 länder som tävlade i samma grenar som i vanliga simmästerskap.